# Куяшское сельское поселение
Ку́яшское се́льское поселе́ние — муниципальное образование в Кунашакском районе Челябинской области Российской Федерации. В рамках административно-территориального устройства муниципальное образование  соответствует административно-территориальной единице Куяшский сельсовет.
Административный центр — село Большой Куяш.

## История
Статус и границы сельского поселения установлены Законом Челябинской области от 12 ноября 2004 года № 288-ЗО «О статусе и границах Кунашакского муниципального района и сельских поселений в его составе»

## Население
| 2002  | 2010  | 2011  | 2012  | 2013  | 2014  | 2015  |
| ----- | ----- | ----- | ----- | ----- | ----- | ----- |
| 2898  | ↘2308 | ↘2306 | ↘2282 | ↘2251 | ↗2281 | ↗2282 |
| 2016  | 2017  | 2018  | 2019  | 2020  | 2021  |       |
| ↘2229 | ↘2183 | ↘2145 | ↘2046 | ↘2024 | ↘2016 |       |

## Состав сельского поселения
| №  | Населённый пункт    | Тип населённого пункта       | Население |
| -- | ------------------- | ---------------------------- | --------- |
| 1  | Большой Куяш        | село, административный центр | ↘1046     |
| 2  | Голубинка           | деревня                      | ↘235      |
| 3  | Ибрагимова          | деревня                      | ↘223      |
| 4  | Кырмыскалы          | деревня                      | ↘15       |
| 5  | Малый Кунашак       | деревня                      | ↘19       |
| 6  | Малый Куяш          | деревня                      | ↘119      |
| 7  | Мусакаева           | деревня                      | ↘24       |
| 8  | Сарыкульмяк         | деревня                      | →155      |
| 9  | Суртаныш            | деревня                      | ↘49       |
| 10 | Татарская Караболка | село                         | ↘423      |